# ザ・トラベルナース
『ザ・トラベルナース』は、2022年10月20日から12月8日までテレビ朝日系「木曜ドラマ」枠にて放送されたテレビドラマ。主演は岡田将生と中井貴一。
2024年10月17日から12月19日まで、同枠にて続編となる第2シリーズが放送された。
本稿では便宜上、第1作をS1、第2シリーズをS2の略称で表記する。

## キャスト

### 主要人物
那須田歩（なすだ あゆみ）〈33→35〉
演 - 岡田将生（幼少期：佐藤遙灯）
医師の指示で医療行為を行うことができるNP（Nurse Practitioner）の資格を持つフリーランスの看護師。フローレンス財団の要請でアメリカから帰国し、「天乃総合メディカルセンター」に赴任する。
NPの資格と経験を持ち合わせるも非常にプライドが高く、キレると英語交じりになる。治療方針を巡って九鬼と衝突するが、彼の能力や意見を認めるようになる。
同僚たちからは「歩ちゃん」と呼ばれるが、本人は嫌がっている。
グルメで料理が得意なため、「女子力が高い」と冷やかされる。
S2では「西東京総合病院」に赴任する。
九鬼静（くき しずか）〈60→62〉
演 - 中井貴一
謎のスーパーナース。歩と同時期に「天乃総合メディカルセンター」に赴任する。
ナイチンゲールを尊敬し、看護師は「人を見て人を治す」との持論を持つ。
普段は紳士的な態度で感情を出さないが、患者の命より自分のプライドや利益を優先する医師を容赦せず、そのような医師には広島弁で捲し立てて威嚇する。
患者の容体と適切な処置方法を瞬時に見極め、処置を実行、成功させるためにドクターや患者本人に嘘をつくことも厭わない。患者に意見し、適切な処置方法を見抜く域に達していない歩を「馬鹿ナース」と呼び、未熟さを非難する。
天乃院長と浅からぬ因縁があり、「ナースは医者の手下ではない」と告げ、歩を利用することをけん制する。
その正体は貧しい医療従事者を支援するフローレンス財団の理事長。実家は広島県で代々医者を輩出した資産家だが勘当同然に家出しナースとなっており、かつては東都大学病院の看護部長も勤めていた。
マルファン症候群による大動脈弁閉鎖不全で心不全となり倒れるが、歩に早期発見され処置を受けたことで一命を取り留める。
自らの寿命を悟り、一日でも長く患者に寄り添おうと病の身を押して看護に尽力していたが、マルファン症候群により視力の低下も発症し、それも叶わないと考えるようになり、学生の頃から財団として支援していた歩をより一人前の医療従事者に育て上げようと、「天乃総合メディカルセンター」で共に働くことで、未熟な歩を鍛え上げていた。
神崎により取りまとめられた世界的な名医ドクター・シェルプによる大動脈弁閉鎖不全症候群の手術を受けるため、歩と共にニューヨークへ旅立つ。
S2では「西東京総合病院」に赴任する。

### 天乃総合メディカルセンター（S1）

#### ドクター（S1）
天乃隆之介（あまの りゅうのすけ）〈63〉
演 - 松平健
院長。経営第一主義で、重篤な患者よりVIP患者を優先することも厭わない。また技術や実績が優秀な医者であっても、自身の意向に従わない者は躊躇無く切り捨てる冷徹な一面を持つ。
九鬼がマルファン症候群による大動脈弁閉鎖不全で心不全を起こしたと看護部長の愛川から明かされると、ナースの契約を延長せず辞めてもらおうと告げるが、その裏で一度クビを言い渡した神崎に、病院に戻ってきて九鬼の大動脈弁閉鎖不全症候群を手術して欲しいと頭を下げる。
17年前、東都大学病院に勤務時、VIP患者を執刀中に心停止させてしまうが、オペナースについていた九鬼が医療行為として禁じられている心臓マッサージを施したことで患者の命を救っており、助けられた借りがあった。
ニューヨークへ手術に旅立つ九鬼にトカゲに餌をやる暇があるなら患者と向き合うよう手紙で諭され、院内を回診するようになる。
郡司真都（ぐんじ まこと）〈33〉
演 - 菜々緒
外科医。大学病院の派閥争いや出世戦争に嫌気が差し、純粋に患者を救いたいとの思いから総合病院の「天乃総合メディカルセンター」に移ったが、目上の医者たちから下に見られ、パワハラやセクハラを受ける日々に苦悶する。歩や九鬼の仕事ぶりを見て、彼らに信頼を寄せるようになる。
神崎弘行（かんざき ひろゆき）〈58〉
演 - 柳葉敏郎（第1話・最終話）
外科部長。天乃院長に大学病院から高報酬で引き抜かれた「ゴッドハンド」の異名を持つ優秀な外科医。プライドが非常に高く、看護師をはじめ他の医師たちのことを見下している。
一ノ瀬議員の手術直前にコロナ感染で発症した間質性肺炎で意識を失うが、九鬼の指示による蘇生処置で助けられ、その後、ICUで挿管チューブに痰が詰まって呼吸不全となるが、九鬼と歩の処置で救われる。ICUでの処置の際、九鬼に一村香澄の手術を優先するようすごまれたことから、復帰後、VIP患者を後回しにし一村の大動脈弁形成術を行い、天乃院長と西事務長から反感を買い、解雇される。
解雇後は協和医科大学付属医療センターに勤務しており、大動脈弁閉鎖不全症候群の患者を何度も手術で救っていることから、歩に九鬼の執刀を懇願されるが、「患者が医者を選べると思っているのか」と執刀を拒む。しかしその裏で、九鬼は大動脈瘤を併発して心機能が低下し手術しても改善が望めず、自分の技量では術中リスクも高いことを把握していたため執刀を拒否しており、世界的な名医ドクター・シェルプに九鬼の執刀を依頼し、提示されたNPの歩をオペナースにつける条件をクリアしてニューヨークでの九鬼の手術を取りまとめ、命を救われた借りを返す。
神野博道（じんの ひろみち）
演 - 六角精児（第2話・第4話・第5話・第7話・最終話）
天乃院長が神崎の後任に呼び寄せたスーパードクター。政財界の大物のオペを多数成功させた実績に胡坐をかき、頭の中はグルメと自身の名声しかないエゴイスト。
天乃太郎（あまの たろう）〈30〉
演 - 泉澤祐希
内科医。隆之介の長男で跡取り。
手が空いている時間ができた際はナースステーションに駆け込み、ナース達に愚痴を零すのが日課。プレッシャーから自身の担当患者への告知を怠って逃げ出したり、それで生じたトラブルをナースのせいにして怒鳴る、といった責任感に乏しい言動が目立つ。
古谷亘（ふるや わたる）〈45〉
演 - 吉田ウーロン太
外科医→外科部長代理（第2話 - 最終話）。看護師や女性を見下す自信家。
新田明（にった あきら）〈35〉
演 - 前原瑞樹
外科医。古谷と神崎外科部長の腰巾着。看護師に対して上から目線。

#### 病棟ナース（S1）
愛川塔子（あいかわ とうこ）〈49→51〉
演 - 寺島しのぶ（S2）
看護部長。熱心な指導で何人ものナースを育ててきたが、一方で何人ものナースに逃げられてきた。新たに赴任してきた合理主義の歩や、患者に焦点を置く余り働き過ぎな九鬼に手を焼くが、彼らを暖かく見守りフォローする。
事務長の西から夜勤の看護師の人数を減らすという通告を受け、それに反発する部下の看護師たちをなだめることが出来ず、部長としての管理能力のなさに悩むが、人員削減をゴリ押ししようとする西と一触即発の状態となり、西が天乃院長の愛人であることを本人たちの前で暴露し揉めて、病院に辞表を提出する。しかし、九鬼が天乃院長に、愛川の代わりに看護部長を務めることのできる人材はいないと働きかけたことで、辞表の件は帳消しにされ看護部長に復帰する。
S2では「西東京総合病院」の看護部長になる。
金谷吉子（かねや きっこ）〈37→39〉
演 - 安達祐実（第1話 - 第6話・最終話、S2）
看護師。クールビューティーな中堅ナース。バツイチ。男嫌い。ネガティブな考えをしやすく、九鬼にも強い不信感を抱いていた。
愛川の退職時、辞表取り消しまでの間、看護部長代理を務め、愛川の復帰後、すぐに有給休暇を取っている。
S2ではフリーランスのナースに転身、「西東京総合病院」に勤めている。
向坂麻美（こうさか まみ）〈23〉
演 - 恒松祐里
看護師。心優しい「へたれナース」。
弘中スミレ（ひろなか すみれ）〈27〉
演 - 宮本茉由
准看護師。医師か金持ちの患者と早く結婚して看護師を辞めたいと考えており、ロックオンした相手にはすぐさま色目攻撃し、同僚からも「婚活のために看護師をしている」と苦言を呈されている。
森口福美（もりぐち ふくみ）〈35→37〉
演 - 野呂佳代（S2）
看護師。井戸端会議と間食が大好き。
S2ではフリーランスのナースに転身、「西東京総合病院」に勤めている。

#### 事務（S1）
西千晶（にし ちあき）〈58→60〉
演 - 浅田美代子（S2）
事務長。経営面で院長の右腕となり、現場を無視したVIP患者の優先など、様々な策を講じる。
実は天乃院長の元愛人。
S2では退職金を元手に看護師紹介所を立ち上げた。

#### ルスキニア寮（S1）
「天乃総合メディカルセンター」の看護師寮。寮名は別名「ナイチンゲール」とも呼ばれるサヨナキドリのラテン語名。
土井たま子（どい たまこ）〈50→52〉
演 - 池谷のぶえ
寮母。占いは得意だが、寮母として欠かせない料理は下手。
S2ではおむすび店「脈屋」で働いている。

#### その他（S1）
三上礼
演 - 荒木飛羽（第3話・第5話 - 第7話）
大学3年生。映画研究会所属。2年時に筋線維芽細胞腫を患い、「天乃総合メディカルセンター」で治療を受け退院したものの、病気が再発し再入院する。麻美に看護されることで励まされていた。
九鬼に依頼され、モンスターペイシェントの三雲大悟の様子を盗撮していた。
「ゾンビは生きている」という自作の映画シナリオが吉祥寺映画祭のシナリオコンクールの大賞を受賞し、その賞金で映画を撮影できることになったが、がん転移で外科的に根治が難しく、専門病院に転院することになる。気丈に振舞っていたが、九鬼から苦しければ自分に相談して欲しいと言葉を掛けられると、これから続くはずであった学生生活を絶たれ、映画撮影も断念しなければならない口惜しさを打ち明けたことから、歩たちから映画を撮影しようと声を掛けられる。リモート会議で映画研究会の仲間たちと準備を進め、映画撮影のため外出許可を得て、無理をおして1日で撮影終了するが、後日転院先で亡くなる。
那須田ゆかり
演 - 西原亜希（第1話・第3話・第4話・第7話・最終話）
歩の母親。歩が幼い頃に病院で息を引き取る。
郡司の女医仲間
演 - 小林涼子（第1話・第4話）、白石糸（第1話・第4話）、美馬沙亜弥（第1話・第4話）
郡司とのディナーで「天乃総合メディカルセンター」での地獄と称する外科医の激務を聞かされる。

### 西東京総合病院（S2）

#### ドクター（S2）
薬師丸卓（やくしまる すぐる）〈38〉
演 - 山崎育三郎
院長。自らの意にそぐわない者は容赦なく切り捨てる面がある。
小山衛（こやま まもる）
演 - 渡辺大知
外科医。患者に寄り添う優しい男だが、医師として自信が持てない、看護師からも信頼が薄い。
半田一（はんだ はじめ）
演 - 松本大輝
外科医。臨床研修を終えたばかりの新米医師。
神山直彦（かみやま なおひこ）
演 - 風間俊介
外科医。手術の腕はいい。大田黒の一番弟子。
大田黒勝一（おおたぐろ しょういち）
演 - 内藤剛志
元院長。汚職やパワハラの原因で、院長を解任された。
大貫太（おおぬき ふとし）
演 - マキタスポーツ
消化器外科医。"医者至上主義"で、部下には高圧的、看護師の意見も聞かず。

#### 病棟ナース（S2）
中村柚子（なかむら ゆず）〈27〉
演 - 森田望智
新米ナース。元地下アイドルでナースインフルエンサーのユズッコ。
パク イジュン〈25〉
演 - キム・ヒョンユル（Hi-Fi Un!corn）
2年目ナース。

### ゲスト（S1）

#### 第1話（S1）
松子
演 - 松本海希
竹夫の妻。バスに同乗した歩に甘栗をあげようとする。
竹夫
演 - 藏内秀樹
松子の夫。バスの中で甘栗を喉に詰まらせ意識を失うが、そのことを見抜いていた九鬼の蘇生で事なきを得る。
バス運転手
演 - 白畑真逸
松子と竹夫が乗車したバスの運転手。竹夫が意識を失ったことから車内に医師がいないか呼びかける。
一村香澄
演 - 春木みさよ
神崎の大動脈弁形成術を待つ患者。国会議員の一ノ瀬が自身の手術を優先させたため、手術を後回しにされる。
一村美里
演 - 永井彩加
香澄の娘。高校生。神崎が執刀する手術を半年待たされ、更に一ノ瀬の割り込みで手術を後回しにされた母の病状が重くなることを心配する。
一ノ瀬勲
演 - 津田篤宏（ダイアン）
国会議員。「天乃総合メディカルセンター」に急遽転院してきたVIP患者。選挙活動のために自身の手術を優先するよう強要する。

#### 第2話（S1）
二階堂日向子
演 - キムラ緑子
VIP患者。「天乃総合メディカルセンター」の大スポンサー「二階堂物産」の理事長。『孤独のグルメ』のファン。同作で紹介されていた飲食店でカレー丼と焼き鳥を食事中に脳梗塞を発症し、後遺症で発話も食事もできなくなってしまう。
胃ろう手術を赴任した神野から受ける予定であったが、九鬼から嚥下のリハビリを受け、誤嚥するも、飲食店の閉店で食べられなくなる赤羽のうな丼をなんとしても食べようとリハビリをやり抜き、食事が取れるまでに回復する。うな丼を提供する赤羽の飲食店が閉店するという話は、リハビリを頑張りぬくために九鬼がついた嘘であった。
日下部二郎
演 - 手塚とおる
二階堂の秘書。
店員
演 - うらじぬの
二階堂がカレー丼と焼き鳥を食事した飲食店の店員。店に居合わせた歩の指示で、二階堂を搬送するため救急車を呼ぶ。
店主
演 - 芝崎昇
二階堂がカレー丼と焼き鳥を食事した飲食店の店主。
シェフ
演 - ムーディ勝山
九鬼と天乃院長が食事をする高級レストランのシェフ。二階堂の胃ろう手術を回避させるため、九鬼からの依頼で胃ろう手術当日に執刀医の神野に白トリュフのパイが食べられると連絡している。
レストランのソムリエ
演 - スチール哲平
白トリュフは切らしておりましてと神野博道に伝える。

#### 第3話（S1）
三雲大悟
演 - 村杉蝉之介
看護師にパワハラ、セクハラを働くモンスターペイシェント。恐妻家の会社経営者。胆石の除去手術で入院するが、退院目前で院内で足を骨折する。
睡眠導入剤が添加されていた三上の点滴を麻美に誤って投与され、妻の弓枝と共に提訴を行うが、九鬼に看護師に対するパワハラやセクハラを働く行為を録音・録画され、また院内で飲酒をした挙句に転倒した動画を見せられた事で弓枝の怒りを買う。最終的に病状は回復したが、病院側に弱みを握られた事で訴訟を取り下げ、横柄な態度も低姿勢になり、弓枝に見放されながら退院していった。
三雲弓枝
演 - 杉田かおる
大悟の妻。入院中に夫が足を骨折し、麻美に誤った点滴を投与されたことで、病院に猛抗議し、弁護士を雇い「天乃総合メディカルセンター」と歩を訴える。
しかし、夫が大部屋に入れられていた際の女性看護師に対するパワハラ、セクハラを録音・録画した物や骨折した日の晩、医師に止められていた酒を飲み、泥酔して院内を歩き転倒した動画を九鬼に突き付けられた事で態度を一変させ、夫に制裁を加えた上（病院の屋上から車椅子ごと突き落とそうとした）、訴訟も取り下げる。夫の退院時には一応迎えには来ていたが、見放すような形で去っていった。

瞬平
声 - 山口のりとも
麻美の交際相手。夜勤の病院を怖がる麻美を電話で励ますが、二股交際していた女性を妊娠させたことから、麻美との交際を一方的に解消する。
三橋幸男
演 -
夜間、家族が到着する前に亡くなった老齢の患者。生前、安らかに死を迎えることを九鬼に託けていた。
本多謙一
演 - 山本啓之
弓枝に雇われた弁護士。院内での骨折、点滴の誤投与の件で「天乃総合メディカルセンター」と、患者に意見した歩に賠償請求を突き付ける。

#### 第4話（S1）
四方田和子
演 - 岸本加世子
切除不能のステージ4の結腸がんの患者。相部屋の患者やナース、医師たちに焼き菓子のフィナンシェを大量に配りまわる。
根治が困難とカンファレンスで判断され、郡司から転院して終末医療の緩和ケアを受けることを勧められるが、絶縁状態の息子と再会するため、手術による治療を希望する。歩に手術するべきだと説得された郡司が考えを改め、歩から同じ症状のアメリカでの手術例を確認したうえ、神野の技量ならば根治は無理ながらも手術可能と判断し、神野の執刀を取り付けるが、腸内出血を起こし危険な状態となる。
九鬼がオペナースにつき、郡司が緊急オペで止血処置を施したことで大事には至らず、術後、意識が混濁しているときに歩のことを息子の啓介と誤認するが、歩がそれに合わせて啓介のふりをして励ましを受け、症状を緩和し、後日、歩に説得された本当の啓介が見舞いに訪れる。
四方田啓介
演 - 元之介
和子の息子。パティシエ。結婚して大学を辞めるといったことから母と喧嘩になり、交際相手との結婚もうまくいかなかったことから、それ以降、母と絶縁状態となっていた。洋菓子店まで出向いた歩に母の見舞いに行くべきだと説得されるが、店が忙しく、弱った母を見たくないので今更会うことはできないと一度は面会を拒否したものの、考えを改め、母の見舞いに訪れ、緩和ケアに寄り添うことを決心する。
男性患者とその交際相手
演 - 矢作マサル、信川清順
九鬼から病で亡くなった兄が病ではなく、交際相手と別れた後悔に苦しめられたとの嘘話に騙され、二人で闘病を頑張ろうと絆を深める。
母親と息子
演 - 高田衿奈、有山実俊
四方田和子の隣の病床の患者親子。まもなく手術を受ける。

#### 第5話（S1）
五反田宝山（ごたんだ ほうざん）
演 - 松尾諭
人気講談師。本名・五反田拓也。金谷吉子の元夫。「天乃総合メディカルセンター」に検査入院し、直腸がんのステージ3と判明し、歩からそのことを告知されると病院を抜け出し、行方不明となる。九鬼に五反田探しを依頼された金谷により、クラブに入り浸っていたところを発見される。当初は古谷に執刀を任せていたはずだが、神野によりガンを切除される。実はその裏で金谷が神野に金を渡し執刀を依頼しており、そのことを九鬼から明かされ、別れても自分のことを愛してくれていた金谷の愛情を知り、退院時に金谷に再婚を申し込むがフラれてしまい、「二度とここ（病院）に来ないで（＝元気で）」の言葉とともに送り出された。
花岡耕吉
演 - 宮川一朗太（第6話・最終話）
フローレンス財団の秘書。歩に「天乃総合メディカルセンター」での勤務の様子を確認する。
「あしながおじさん」として看護学生の頃から九鬼が歩を陰ながら支援していたことを明かす。
ランジャタイ
演 - ランジャタイ
ルスキニア寮で金谷たちが視聴していたテレビのお笑い番組の出演者。
ママ、ホステス
演 - 髙木直子、藤本沙紀
五反田宝山が病院を抜け出して向かったクラブのママとホステス。

#### 第6話（S1）
六川源太
演 - 六平直政
軽度の認知症を患う入院患者。元ボクサー。院内を徘徊し歩にミット打ちの相手を頼み、右ストレートを歩の左目じりにヒットさせる。
看護師の人員不足で対処できず、他の患者にも迷惑をかけていたことで問題視されていたが、看護部長の愛川が働きかけていた介護医療院に転院する。

#### 第7話（S1）
三上七海
演 - 青山倫子
礼の母親。礼はがんの転移で外科的には根治が難しいと郡司たちから告知を受け、専門病院で吐き気などの副作用を伴う延命治療のTC療法を天乃から勧められると、息子を転院させることを決める。
礼が転院先で亡くなると、息子は歩たちが唆して映画撮影で外出させたせいで症状が悪化し亡くなったと葬儀からその足で「天乃総合メディカルセンター」を訪れ、病院を提訴すると怒鳴りこむが、礼が残していた手紙に従い、完成させた映画を鑑賞し、これからもこの映画を観て元気になって欲しいというメッセージと、あなたの子供に生まれてよかったという気持ちを伝えられる。
黒沢彰良
演 - 藤田真澄
礼の学友。映画研究会の仲間。
市川健大
演 - 小野寺晃良
礼の学友。映画研究会の仲間。
島川なぎさ
演 - 杏花
礼の学友。映画研究会の仲間。礼の映画撮影に参加した九鬼をこき使う。

#### 最終話（S1）
八田宗則
演 - 菅野久夫
308号室の高齢患者。九鬼によるリハビリが良いと歩の介助を拒み、九鬼と歩行訓練を行う。
島田八重子
演 -  茅島成美
315号室の高齢患者。食欲がないと病院食の食事を拒み、九鬼に体力をつけるため食事を取るようになだめられる。
手術中に死ぬかもしれないと術前にリスク説明を受けたため神野の手術を拒んでいたが、九鬼から来月生まれる初孫に会うため神野の手術を受けるよう諭され、手術を受ける。
ドクター・シェルプ
演 - タチアナ・ケー（S2第1話）
世界的な名医として知られる女医。神崎に依頼され、NPの歩をオペナースにつけることを条件に九鬼の大動脈弁閉鎖不全症候群の手術を引き受ける。
現在はニューヨークで勤務しているが、かつてシカゴで勤務していた際、NPの歩と共に働いており、彼と面識があった。
医師、看護師
演 - 石塚瑛資（第1話・第3話・第4話・第7話）、有馬千景（第1話・第3話・第4話・第7話）
歩の母・ゆかりの治療にあたっていた医療従事者たち。

### ゲスト（S2）

#### 第1話（S2）
マリア・リカルテ
演 - ジョージアナ
大田黒の家政婦。
警備員
演 - 鈴木拓（ドランクドラゴン）
西東京総合病院の警備員。
救急隊員
演 - 今井英二
大田黒を西東京総合病院に搬送する。
麻酔科医
演 - 松木研也（第6話・最終話）
神山が行った大田黒の手術の担当。
医師
演 - ドン・ジョンソン、アナンダ・ジェイコブス
ドクター・シェルプが行った静の手術の助手たち。

#### 第2話（S2）
神保輝之
演 - 要潤
西東京総合病院・外科部長。働き方改革と逆行し、寝る間も惜しんで働き続けるトップダウン気質の医師。
二宮正男
演 - 井上祐貴
切除可能ながんを患った住越商事勤務のエリート商社マン。手術すれば早期退院が可能なのに、なぜか抗がん剤治療を希望する。
佐藤
演 - 原金太郎
神保が担当する入院患者。
本田
演 - 芝村洋子
容態が急変した入院患者。歩はイレウスではないかと疑う。

#### 第3話（S2）
三原裕樹
演 - 馬場徹
入院してきた虫垂炎の患者。実はアプリ「ペアルン」で森口福美でマッチングした相手だった。
徳田勲
演 - 夙川アトム
西東京総合病院 整形外科部長。
山中悟
演 - 小沼朝生
西東京総合病院 泌尿器科部長。
真鍋
演 - 五頭岳夫
「脈屋」の客。しばらく店に顔を出さないので、静は様子見に自宅におむすびを配達する。

#### 第4話（S2）
斉藤四織
演 - 仙道敦子
膵がんステージ3で入院した患者。甲殻類アレルギーを持っている。
四宮咲良
演 - 白本彩奈
潰瘍性大腸炎が悪化して再入院したK-POPが大好きな消化器科の患者。
四谷純子
演 - 西尾まり
近所でもクレーマーとして有名なモンスターペイシェント。
斉藤加奈
演 - 天野はな
2022年8月にシカゴで亡くなった四織の娘。歩が担当看護師だった。
井上
演 - 小関靖幸
行方不明になった入院患者。亡くなった妻と森林浴や散歩をするのが日課だったことから、静は森林公園を探すよう歩に告げる。
柳
演 - 加藤四朗
静が病院の廊下での歩行練習に付き合う入院患者。
ドクター・クーパー
演 - リーガン・W
斉藤加奈の主治医。

#### 第5話（S2）
五味武久
演 - 段田安則
帝芝電機開発事業部本部長。肝細胞癌のステージⅣAで入院してきた。
茶谷啓介
演 - 中島広稀
五味の部下。
有田、梨本、理事、理事
演 - 俵木藤汰、森永徹、矢嶋俊作、中脇樹人
西東京総合病院の理事。
講師
演 - 池田倫太朗
西東京総合病院で行われたハラスメント講習の講師。
男性
演 - 芝崎昇
柚子の手を握り、吉子のお尻を触る入院患者。
男性
演 - 橋倉靖彦
空いた病床に新たに入院してきた患者。柚子の尻を触る。
男性
演 - 広瀬斗史輝、羽鳥翔太、西川湧太
スーツの若い男性たち。実はユズッコの配信を見てくれているフォロワーの人たちで、五味の部下を演じてもらう為に雇われた。
灰原和男
演 - 大和田伸也（第7話 - 最終話）
西東京総合病院の理事たちに料亭で接待される政治家。薬師丸は災害拠点病院の指定を陳情する。

#### 第6話（S2）
上杉基弘
演 - 三宅弘城
コミュニケーションが苦手で声も極端に小さいが、「神の手」と呼ばれるすご腕の天才外科医。
六平拓
演 - やす
上杉に執刀されることを心待ちにしている入院患者。
ポプコ / ポプっち
演 - ゆめっち（3時のヒロイン）
柚子の友人の炎上系インフルエンサー。
田中
演 - 宮崎吐夢
入院患者。
宮内拓巳
演 - 桜井聖
肺がんの脳転移で余命宣告を受けた上杉基弘が入院する予定の成京大学病院の緩和医療科部長。

#### 第7話（S2）
浅倉七叶（あさくら なのか）〈8〉
演 - 佐藤恋和
天才卓球少女。道端で呼吸困難に陥ったところ、通りかかった歩が応急処置を施し命を救う。
浅倉美里
演 - 松岡依都美
七叶の母親。
八木めぐみ
演 - 若村麻由美（第8話・最終話）
七叶が倒れた現場に偶然通りかかった女性。1年半前まで西東京総合病院に勤めていた看護師。
整形外科医
演 - 柾賢志
西東京総合病院 医師。七叶の右第3肋骨に骨折線があると診断する。
男性
演 - 原田悠希
七叶が倒れた現場に通りかかった男性。119番通報し、そのスマホを歩に渡す。
救急隊員
演 - 星直実（第2話・第3話）
七叶を搬送する。
ナレーション
声 - 林藤さちこ
七叶を天才卓球少女と紹介するテレビ番組のナレーション。

#### 第8話（S2）
川尻公子
演 - 山下容莉枝（最終話）
大貫の患者。灰原和男との予定が優先され、手術が後回しにされる。
新藤
演 - 阿南敦子（最終話）
解雇された九鬼静たちの後任として西東京総合病院に来た看護師。新たに看護部長となる。
高橋和人
演 - 田口主将
1年半前に薬師丸が執刀した十二指腸がん患者。術後に病態が急変し死去した。
事務長
演 - 水野智則（最終話）
西東京総合病院事務長。
理事
演 - 青木一平
西東京総合病院理事。
秘書
演 - 佑々木優
灰原和男の秘書。
外来患者
演 - 佐々木光弘
ランサムウェアによってシステムダウンした病院受付でクレームを付ける。
事務員
演 - 平山よう
西東京総合病院 外来受付。
看護師
演 - あいだあい
西東京総合病院 看護師。1年半前、八木めぐみが急に辞めたことを愛川塔子に伝えた。
看護師
演 - 青羽里奈（最終話）、金野美穂（最終話）、森寧々（最終話）、羽柴志織（最終話）、春山椋（最終話）、内海香織（最終話）
西東京総合病院に新たに雇われた看護師たち。

#### 最終話（S2）
阿部湊
演 - 志尊淳
厚労省からシステムダウンの初動対応支援チームのメンバーとして西東京総合病院に派遣されたITシステムの専門家。元ナースで、静がかつて「フローレンス財団」で援助していた。
伊藤直人
演 - 石井建太郎  (第1話・2話・3話・4話・5話・6話・7話・8話・最終話)
西東京総合病院の医師。外科医。
女性
演 - 澤井孝子
入院患者。新しい看護師に食物アレルギーを改めて訊かれ、柑橘系はダメと答える。
草間、岡本
演 - 仲野元子、古川慎
システムダウンの影響で病院で診察を受けられず、薬も切れてしまい困って「脈屋」にやって来た。
幹部、職員
演 - 岸田真弥、かないしゅう
西東京総合病院。
リポーター
声 - 松岡朱里
薬師丸の記者会見の模様をテレビで伝える。
バックパッカー
演 - 斉藤和義
フィリピンの病院の庭で子ども相手に弾き語りをしている。
- ブリーズ、ロージー、ジャメル・タグレ

## スタッフ
- 脚本 - 中園ミホ、香坂隆史[103]、山岡真介
- 原案 - 中園ミホ[注 4]
- ナレーター - 遠藤憲一[104]
- 音楽 - 沢田完[103]
- 主題歌
  - S1 - DISH//「五明後日」（ソニー・ミュージックレーベルズ）[105]
  - S2 - 斉藤和義「泣くなグローリームーン」（SPEEDSTAR RECORDS / Victor Entertainment）[106]
- 看護監修 - 伊東都
- 医療監修 - 新村核[107]
- 医療指導 - 石田喜代美
- 演出 - 金井紘（storyboard）、片山修、山田勇人[103]
- エグゼクティブプロデューサー - 内山聖子（テレビ朝日）[103]
- プロデューサー
  - S1 - 峰島あゆみ（テレビ朝日）、大垣一穂（ザ・ワークス）、山田勇人（ザ・ワークス）、多湖亮太（ザ・ワークス）
  - S2 - 峰島あゆみ（テレビ朝日）、秋山貴人（テレビ朝日）、大垣一穂（ザ・ワークス）、山田勇人（ザ・ワークス）、角田正子（ザ・ワークス）[103]
- 制作協力 - ザ・ワークス[103]
- 制作著作 - テレビ朝日[103]

## 放送日程
| 各話                                                                         | 放送日         | サブタイトル                                         | ラテ欄                                                   | 脚本     | 演出     | 視聴率 |
| ---------------------------------------------------------------------------- | -------------- | ---------------------------------------------------- | -------------------------------------------------------- | -------- | -------- | ------ |
| 第1話                                                                        | 2022年10月20日 | 医者を脅す!? 最強ナースコンビ誕生!                   | エリート医師を脅す嘘つき看護師!? 最強ナースコンビ誕生!!  | 中園ミホ | 金井紘   | 11.9%  |
| 第2話                                                                        | 10月27日       | 資産家狙い!? 嘘つきナースの企み!                     | 資産家夫人を狙う!? 嘘つきナースの企み                    | 中園ミホ | 金井紘   | 11.1%  |
| 第3話                                                                        | 11月03日       | モンスター患者の秘密! 「貴方の腐った性根、直します」 | 損害賠償5000万…!? 看護師は見た! モンスター患者の秘密!!   | 中園ミホ | 片山修   | 12.6%  |
| 第4話                                                                        | 11月10日       | 馬鹿ドクターVS手術したがる患者                       | 手術したがる患者VSバカドクター!                          | 香坂隆史 | 山田勇人 | 11.3%  |
| 第5話                                                                        | 11月17日       | 逃げる患者とナース 禁断の秘密!?                      | 逃げる患者とナース 禁断の秘密!?                          | 中園ミホ | 金井紘   | 12.1%  |
| 第6話                                                                        | 11月24日       | ナースたちの逆襲!? クビをかけた大暴露                | ナースたちの逆襲!? クビをかけた大暴露                    | 中園ミホ | 片山修   | 12.3%  |
| 第7話                                                                        | 12月01日       | 最終章! 最強の嘘つきナースコンビ!!                   | 最終章! 最強の嘘つきナースコンビ!?                       | 中園ミホ | 山田勇人 | 12.6%  |
| 最終話                                                                       | 12月08日       | さよなら静さんー嘘つきナース、最後の秘密!?           | さらば静さん!? 嘘つきナース衝撃の秘密 僕が君を見て治す!! | 中園ミホ | 金井紘   | 12.9%  |
| 平均視聴率 12.1%（視聴率はビデオリサーチ調べ、関東地区・世帯・リアルタイム） |                |                                                      |                                                          |          |          |        |

- 初回・最終話は21時 - 22時4分の10分拡大放送。
- 第3話は21時 - 22時の6分拡大放送。

| 各話                                                                         | 放送日         | サブタイトル                                  | ラテ欄                                                 | 脚本     | 演出     | 視聴率 |
| ---------------------------------------------------------------------------- | -------------- | --------------------------------------------- | ------------------------------------------------------ | -------- | -------- | ------ |
| 第1話                                                                        | 2024年10月17日 | 最強コンビ復活! 常識をブチ壊す!               | 不適切ナースが挑む極秘オペ…!? 嘘つき最強コンビ復活!    | 中園ミホ | 金井紘   | 11.3%  |
| 第2話                                                                        | 10月24日       | 働き方改革クソ食らえ。ナースが医者を教育!     | VSモラハラドクター 30分の睡眠トリック                  | 香坂隆史 | 金井紘   | 11.0%  |
| 第3話                                                                        | 10月31日       | 痛い所が移動する!? 嘘つき患者の秘密…          | 痛い所が移動する!? 嘘つき患者の秘密…                   | 香坂隆史 | 片山修   | 11.1%  |
| 第4話                                                                        | 11月07日       | 仕組まれた医療ミス! VSモンスター患者          | VSモンスター患者!! 仕組まれた医療ミス                  | 香坂隆史 | 片山修   | 11.0%  |
| 第5話                                                                        | 11月14日       | パワハラ患者仰天! 6秒後の痛烈ビンタ           | パワハラ患者仰天!! 6秒後の痛烈ビンタ                   | 香坂隆史 | 山田勇人 | 10.4%  |
| 第6話                                                                        | 11月28日       | ナースが隠し撮り! 天才外科医の秘密、炎上暴露! | 天才外科医の秘密!? ナースが炎上暴露!                   | 山岡真介 | 金井紘   | 12.1%  |
| 第7話                                                                        | 12月05日       | 招かれざる患者! ふてほどナースの罪            | 招かれざる患者…!? 不適切なナースの罪                   | 香坂隆史 | 金井紘   | 11.1%  |
| 第8話                                                                        | 12月12日       | 最終章! 最強ナースコンビ、完全決裂!?          | 最終章! 院長の嘘と秘密…!? 最強ナースコンビ、完全決裂   | 香坂隆史 | 山田勇人 | 11.1%  |
| 最終話                                                                       | 12月19日       | さらば、最強ナースコンビ! 最後の改革!!        | さらば! 最強ナースコンビ…最後の改革 人を見て人を治す!! | 香坂隆史 | 金井紘   | 11.8%  |
| 平均視聴率 11.2%（視聴率はビデオリサーチ調べ、関東地区・世帯・リアルタイム） |                |                                               |                                                        |          |          |        |

- 初回・最終話は21時 - 22時の6分拡大放送。
- 第3話は『SMBC日本シリーズ2024 福岡ソフトバンクホークス×横浜DeNAベイスターズ 第5戦』の中継延長（17時50分 - 21時50分）に伴い、50分繰り下げられ、21時50分 - 22時44分に放送された[122][123]。
- 2024年11月21日は『世界野球プレミア12 スーパーラウンド第1戦  日本× アメリカ合衆国』中継（18:30 - 21:54）のため休止。